# Hermannia schlechteriana
Hermannia schlechteriana är en malvaväxtart som beskrevs av Schinz och Karl Moritz Schumann. Hermannia schlechteriana ingår i släktet Hermannia och familjen malvaväxter. Inga underarter finns listade i Catalogue of Life.